# Kanaalstraat 102 (Amsterdam)
Kanaalstraat 102 te Amsterdam is een gebouw aan de Kanaalstraat in Amsterdam-West. Het gebouw is sinds 14 april 2009 een gemeentelijk monument.

## Omgeving
De Kanaalstraat is een ongeveer 700 meter lange straat, passend binnen het stratenpatroon van de bebouwing van de Stads- en Godshuispolder, die eenmaal door Amsterdam geannexeerd van de gemeente Nieuwer-Amstel rond 1900 werd volgebouwd. De straat werd op 7 november 1894 vernoemd naar het Jacob van Lennepkanaal waaraan het parallel loopt. Het kanaal ligt circa 60 meter noordelijker.  De bebouwing heeft een gangbare architectuur voor 1900. In de lange en nauwe straat staan twee gemeentelijke monumenten (geen rijksmonumenten). Een van de gebouwen staat op huisnummer Kanaalstraat 102.  

## Kanaalstraat 102
Deze zusterschool voor circa 500 zusters werd rond 1900 op terreinen gebouwd aansluitend op de Vincentius a Paulokerk. Beide gebouwen werden ontworpen door de Goudse architect Christianus Petrus Wilhelmus Dessing. Het gebouw aan de Kanaalstraat is opgetrokken in de behoudende architectuur van de 19e eeuw met hoge en smalle ramen waarboven ontspanningsbogen. Het toegepaste materiaal is baksteen met hier en daar hardstenen elementen en sluitstenen. Het gebouw heeft in het risalerende middendeel een as binnen een symmetrische opzet. Het kent drie bouwlagen met zolderetage. Voor wat betreft die architectuur wijkt het middendeel af; het doet denken meer denken aan gotiek met haar spitsbogen bij blinde en glazen ramen. Dit stijlkenmerk is ook terug te vinden in ander werk van Dessing, zoals de Gouwekerk in Gouda (neogotiek uit 1902-1904). Boven de toegang is een cartouche zichtbaar met daarop in reliëf St. Christina Gesticht; de school met de naam Sint-Christinaschool was er jarenlang gevestigd. Het originele gebouw kende een gevelbreedte van 17 meter en een diepte van 15 meter; het had een directe verbinding met de kerk. De zogenaamde Christinaschool (veelal een meisjesschool) zou er minstens tot in 1967 gevestigd zijn.
Het gebouw bleef in eigendom bij de kerkgemeenschap. In de 21e eeuw waren de klaslokalen omgebouwd tot kunstenaarsateliers. Van 2012 tot 2014 werden ze omgebouwd tot studio-appartementen onder leiding van architectenbureau Gietermans & Van Dijk (Wim Gietermans en Michiel van Dijk), dat zichzelf omschrijft als gespecialiseerd in herontwikkeling.
Het schoolgebouw bleef langer staan dan de kerk, die in 1989 werd gesloopt en vervangen werd door een ruimte voor bijeenkomsten aan de Jacob van Lennepkade. Op Kanaalstraat 147-149 staat de bijbehorende jongensschool, ook van Dessing.

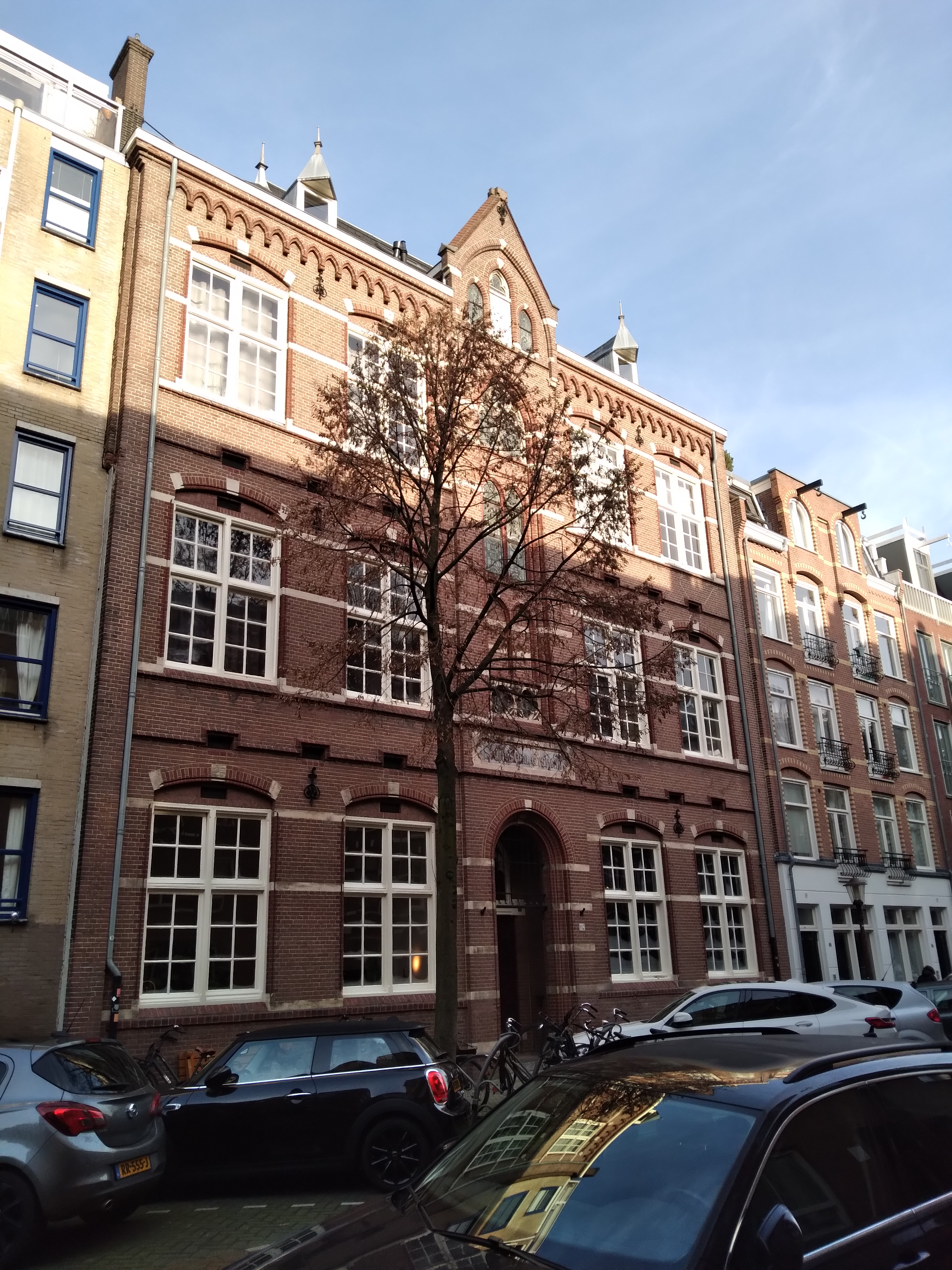
Kanaalstraat 102, Amsterdam (december 2021)